# Rue du Caporal-Peugeot
La rue du Caporal-Peugeot est une voie du 17e arrondissement de Paris, en France.

## Situation et accès
La rue du Caporal-Peugeot est une voie publique située dans le 17e arrondissement de Paris. Elle débute au 58, boulevard de la Somme et se termine au 27, rue Jacques-Ibert. Dans son prolongement se situe la rue Anatole-France à Levallois-Perret.
Elle donne accès au square du Caporal-Peugeot et à l'espace Champerret.

## Origine du nom

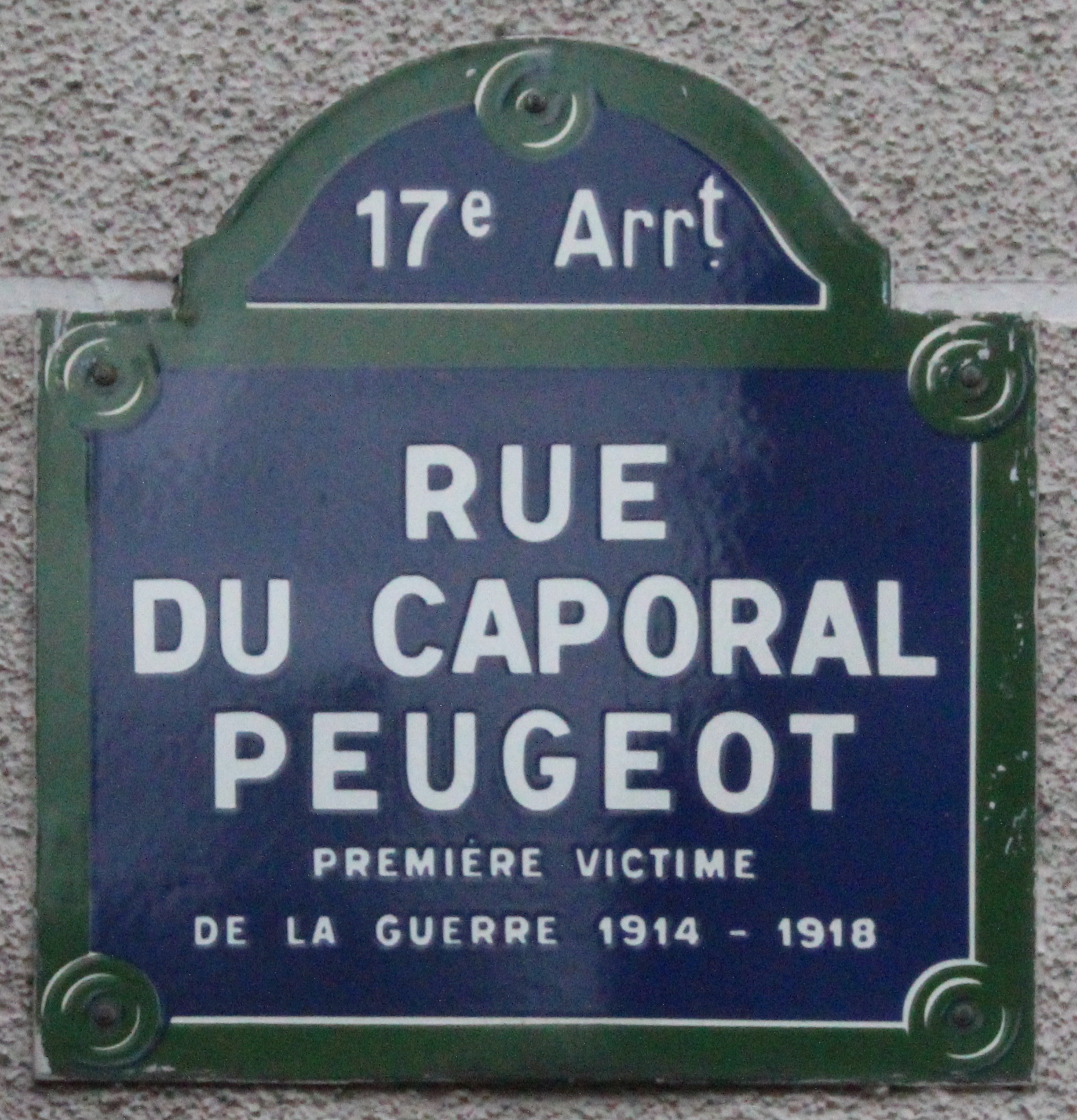
Plaque de la rue.

Elle porte le nom de Jules-André Peugeot (1893-1914), un caporal français, membre du 44e régiment d'infanterie. C'est le premier soldat français tombé lors de la Première Guerre mondiale le 2 août 1914 à Joncherey.

## Historique
Cette voie était précédemment une section de la rue Anatole-France, située sur le territoire de Levallois-Perret, annexée à Paris en 1930. Elle prit sa dénomination par un arrêté du 12 février 1931.
Il existe à Paris une avenue et un quai Anatole-France.